# 徐鹏飞 (核工程师)
徐鹏飞（？—），男，汉族，中华人民共和国政治人物。中国中核集团和中国广核集团的合營公司华龙国际负责人之一，总经理、法定代表人兼党委书记。
现任中核集团副总工程师，中核工程党委书记、董事长。第十四届全国政协委员。